# Antonio Herrero Lima
Antonio Herrero Lima (Madrid, 5 de febrero de 1955-Marbella, Málaga; 2 de mayo de 1998) fue un periodista radiofónico español.

## Biografía
Hijo y nieto de periodistas en el Bachillerato conoció a Luis Herrero quien sería amigo y compañero en trabajos posteriores. Posteriormente ambos estudiarían Periodismo en la Universidad de Navarra. Estuvo casado con Cristina Pécker, hija del popular locutor y presentador José Luis Pécker.
En su juventud trabajó en El Norte Deportivo, Diario de Navarra, El Pensamiento Navarro y finalmente ABC, así como en la agencia de noticias Europa Press, de la que su padre Antonio Herrero Losada había sido cofundador.
Inició su actividad radiofónica el 4 de mayo de 1982, al inicio de las emisiones de Antena 3 Radio; dirigiendo el programa de entrevistas a personajes de actualidad Usted Pregunta y, en el ámbito local, Madrid, Ciudad Abierta. A partir de la temporada 1985 - 1986 asume la dirección del programa informativo matinal El primero de la mañana, recogiendo el testigo de Luis Herrero, en el cual imprime un estilo muy personal, con perfiles a menudo polémicos, combinando información y crítica. Se convierte en el líder de audiencia de su franja horaria con 985.000 oyentes y en 1987 recibió un Premio Ondas por su labor.Si bien comenzó siendo un desconocido para el público general, Herrero se benefició indudablemente de compartir dial con el periodista José María García, que durante los años ochenta lideró la radio deportiva en España con su programa de madrugada Súpergarcía en la Hora Cero.
Con la llegada de la televisión privada a España, en 1990, Antena 3 Televisión obtuvo una de las licencias de emisión y Herrero se incorpora al equipo de la nueva cadena de televisión conduciendo el programa de entrevistas La Tarántula. Este programa incluía una tertulia que contó con influyentes representantes del espectro político de la época como Ernest Lluch, Miguel Herrero y Rodríguez de Miñón y Santiago Carrillo.
Más tarde fue uno de los periodistas que, junto con José María García y Luis Herrero, se trasladó a la COPE tras la compra de Antena 3 de Radio por el grupo Prisa en 1992, que posteriormente cerraría la emisora. El 28 de julio de 1992 dirige el programa de la despedida en esa casa. En la COPE dirigió desde el 14 de septiembre de 1992 el informativo matinal Primera Hora hasta el verano de 1995, momento en el que se reestructuran las mañanas de la emisora episcopal: Carlos Herrera cesa en el programa La Mañana, de 10:00 a 13:00 horas (hasta las 14:00 horas en Madrid) y pasa a COPE Andalucía. A partir del 18 de septiembre de 1995, La Mañana asume también el tramo informativo, por lo que se crea el gran programa de seis horas que dirigirá hasta su muerte. Su último programa lo realiza desde COPE Málaga el 30 de abril de 1998.
Murió en Marbella el 2 de mayo de 1998, con 43 años, mientras practicaba submarinismo, al sufrir una hemorragia digestiva alta debido a sus problemas gástricos, los cuales se vieron agravados por el ácido acetilsalicílico, principio activo, por aquel entonces (ya que fue retirado de su formulación en 2004 por la AEMPS), del medicamento conocido como Alka-Seltzer, medicamento que Antonio tomó ese día. Tal hemorragia le provocó una hematemesis que obstruyó el regulador de su botella de aire, y falleció por aspiración y posterior ahogamiento. Sus restos fueron enterrados en el cementerio de San Bernabé (Marbella) junto a los de su padre, el periodista Antonio Herrero Losada, que fue director de la agencia Europa Press.